# Römisch-katholische Kirche in Bangladesch
Die römisch-katholische Kirche in Bangladesch ist Teil der weltweiten katholischen Kirche.

## Geschichte und Organisation
Die römisch-katholische Kirche wurde im 17. Jahrhundert begründet. 1598 siedelte sich der Jesuit Francisco Fernandez in Chittagong im Süden des heutigen Bangladeschs an.
1977 wurde der Säkularismus aufgegeben und Bangladesch zum islamischen Staat erklärt. Der Islam – 1988 zur offiziellen Staatsreligion erklärt – ist mit etwa 88,3 Prozent (~130 Millionen Bangladescher) der Bevölkerung die mit Abstand stärkste Religion des Landes. Die Zahl der katholischen Christen liegt gegenwärtig bei 270.000. Ungefähr gleich groß ist auch die Zahl der Protestanten, die sich auf 32 Kirchen oder kirchliche Gemeinschaften verteilen. In Dhaka gibt es ein großes Priesterseminar. 1971 wurde die Bischofskonferenz von Bangladesch (Catholic Bishop’s Conference of Bangladesh, CBCB) gegründet. Vorsitzender der Bischofskonferenz ist seit 2021 der Erzbischof von Dhaka, Bejoy Nicephorus D’Cruze.
Apostolischer Nuntius ist seit August 2023 Erzbischof Kevin Randall.
Vom 30. November 2017 bis zum 2. Dezember 2017 besuchte Papst Franziskus Bangladesch.

## Diözesen
- Erzbistum Chittagong
  - Bistum Barisal
  - Bistum Khulna
- Erzbistum Dhaka
  - Bistum Dinajpur
  - Bistum Mymensingh
  - Bistum Rajshahi
  - Bistum Sylhet

## Genossenschaftsbank von Dhaka
Neben der Grameen Bank, die von dem Friedensnobelpreisträger Muhammad Yunus gegründet wurde, ist die „Christliche Kooperative für genossenschaftliche Kredite von Dhaka“ die älteste gemeinnützige Kreditbank von Bangladesch. Die katholische Einrichtung wurde am 3. Juli 1955 von der Kongregation vom Heiligen Kreuz CSC gegründet. Aus der Genossenschaftsbank von Dhaka sind über 400 weitere Banken entstanden, die sich vor allem im Bereich Mikrokredit engagieren sowie im Kampf gegen AIDS, Rehabilitation von Drogenabhängigen, Sicherstellung der Trinkwasserversorgung und Aquakultur.

## Notre Dame Universität
Das Bangladesh Catholic Education Board (BCEB) und die Task Force for Catholic University in Bangladesh der Bischofskonferenz von Bangladesch haben am 19. August 2011 in Dhaka die Gründung der ersten Katholischen Universität in Bangladesch beschlossen. Die Hochschule soll den Namen Notre-Dame-Universität tragen.